# Alopaeus
Alopaeus är en vitt utgrenad finländsk präst- och ämbetsmannasläkt härstammande från bonden Tomas Kettunen, vars ättlingar bytte släktnamnen Kettunen och Kettunius mot Alopaeus (efter grekiskans ord för "räv" alopex; finskans kettu betyder räv, ändelsen -nen är en diminutiv form).
Till en av släktgrenarna hörde Magnus Jakob Alopaeus och hans tre söner, vilka alla liksom en gång fadern varit domprostar i Borgå. Från dem härrör de Alopæiska papperen, utgivna 1890–95 av A. Neovius under titeln Ur Finlands historia. De innehåller brev, handlingar och anteckningar av vikt för Finlands historia och lärdomshistoria under 1700-talet och början av 1800-talet. 
Den ryske diplomaten och professorn Magnus Maximilian Alopaeus (1775-1843) var student vid Kungliga Akademien i Åbo 1764, trädde därefter i rysk statstjänst vid utrikesdepartementet i S:t Petersburg, avancerade till kanslichef vid utrikesministerium och adlades med bibehållande av namnet Alopaeus, samt 1784 introducerad på riddarhuset i Mitau, varvid han "upptog den stamsläktade ätten Nordenswans vapen". 1788 utnämndes han till rysk minister vid Holstein-Eutinska hovet (Oldenburg) samt 1791 till sändebud i Berlin, och senare ambassadör i London.
Ätten Nordenswan utgår från Alopaeussläkten.

## Kända medlemmar av släkten
- Samuel Alopaeus, präst (1721–1793)
- Johan Alopaeus, ämbetsman (1731–1811)
- Magnus Alopaeus, diplomat (1748–1821)
- Magnus Jakob Alopaeus, biskop (1743–1818)
- Frans David Alopaeus, diplomat (1769–1831)
- Carl Henrik Alopaeus, biskop (1825–1892)
- Marianne Alopaeus, född Rosenbröijer (1918–2014)